# Rosen Publishing
Rosen Publishing Group este o editură americană de  cărți educaționale pentru cititorii de la vârsta preșcolară până la vârsta adolesecenței. Ea a fost fondată în 1950 sub numele de „Richards Rosen Press” și este situată în orașul New York. Compania și-a schimbat numele în 1982.
Britannica Educational Publishing avea în portofoliu în 2017 peste 700 de titluri pentru piața de carte școlară, titluri pe care le-a publicat în asociere cu Rosen Educational Services, adăugând încă 100 de titluri noi în fiecare an.
Rosen Publishing și proprietarul Roger Rosen au achiziționat în timp următoarele edituri:
- Roger Rosen a devenit coproprietar al editurii Gareth Stevens, după ce compania a fost achiziționată de la Reader's Digest în 2009.[4]
- Roger Rosen a achiziționat afacerea de vânzare de carte școlară către bibliotecile din America de Nord a editurii Marshall Cavendish și a redenumit-o Cavendish Square în 2013.[5]
- Roger Rosen a achiziționat editura Enslow Publishing în 2014.[6]
- Rosen Publishing a cumpărat editura Jackdaw Publications în 2015.[7]
- Rosen Publishing a achiziționat în 2016 drepturile de editare ale mărcilor Greenhaven Press, Lucent Books și KidHaven Press de la editura Gale.[8]

## Rosen Teen Health & Wellness
Rosen Teen Health & Wellness este o bază de date interactivă de materiale pentru adolescenți cu privire la identitatea de gen, mutilarea genitală, urmărirea de la distanță, traficul de ființe umane și alte situații care-i pot afecta pe adolescenți. Înființată în 2007, ea a beneficiat de o largă apreciere din partea unor organizații ca American Libraries, Booklist, School Library Journal, Voice of Youth Advocates și multe altele.

## Legături externe
- Rosen Publishing – About Us